# 克伦斯多夫
克伦斯多夫是奥地利布尔根兰州马特斯堡县的一个市镇。总面积7.77平方公里，总人口626人，人口密度81人/平方公里（2016年）。